# Дестіні Вотфорд
Дестіні Вотфорд — американська екологічна активістка, борчиня з кризовим забрудненням повітря внаслідок діяльности сміттєспалювальних заводів. Лавреатка екологічної премії Goldman (2016).

## Біографія
Виросла в Кертіс-Бей, штат Меріленд, у районі зі значним забрудненням повітря.
В старшій школі розпочала адвокаційну кампанію проти проєкту сміттєспалювального заводу, що був схвалений містом і штатом і міг спалювати 4000 тонн сміття на день. Протягом чотирьох років вона вела адвокаційну роботу з іншими учнями середньої школи Бенджаміна Франкліна, ґрунтуючись на занепокоєнні щодо впливу на здоров'я більшого забруднення повітря в цьому районі, включаючи поширеність астми, яка вже спостерігається у місцевій громаді. Їхня робота включала дослідження політики використання землі та зонування, а також лобіювання шкіл та урядовців. У 2016 році Департамент навколишнього середовища штату Меріленд скасував проєкт спалювання.
У 16 років співзаснувала правозахисну групу Free Your Voice, яка зараз є частиною правозахисної організації United Workers. Навчалася в університеті Товсона. У 2018 році виступала на Facing Race Conference.

## Публічні виступи
Вотфорд є постійною доповідачкою на тему екології та екологічної справедливості. Серед її доповідей:
- Доповідь на TEDxMidAtlantic 2017[16]
- Доповідь на Національній конференції Facing Race 2018[15]
- Основна доповідь на симпозіумі з питань екологічної справедливості та здоров'я Університету Меріленду 2018 року[17]
- Основна доповідь на конференції з чистої енергії в Нью-Мексико 2019 року[18]
- Основна доповідь на конференції Університету Тоусона «Сила 10» у 2019 році[19]

## Нагороди
Вотфорд отримала різноманітні нагороди та визання, включаючи екологічну премію Goldman у 2016 році, а також визнання як Героїні спільноти Birdland у 2016 році, Time Next Generation Leader 2016, та Essence Work 100 Woman.